# David Honeyboy Edwards
David Edwards, in arte David "Honeyboy" Edwards (Shaw, 28 giugno 1915 – Chicago, 29 agosto 2011), è stato un cantante e chitarrista statunitense.
È stato (insieme a Pinetop Perkins) l'ultimo dei vecchi blues man del Delta Blues.

## Biografia
David "Honeyboy" Edwards, nacque a Shaw, Mississippi, il 28 giugno 1915. Trasferitosi giovanissimo a Greenwood viene a contatto con molti musicisti blues, Tommy McCleann, Robert Petway, ma soprattutto Robert Johnson, della cui leggenda riuscirà a tramandare molti aspetti. Viene registrato da Alan Lomax nel 1942 per la Library of Congress, come esempio di quel blues rurale del Delta. A quello stile resta comunque legato, nonostante dal 1955 si sia trasferito a Chicago.
Le sue incisioni, seppure fatte per grandi case discografiche come la Sun a Memphis e la Chess a Chicago, hanno riscosso poco successo o addirittura restano non pubblicate per decine d'anni. Negli studi della Chess a Chicago ha partecipato con i giovani musicisti inglesi alla Blues Jam at Chess dei Peter Green's Fleetwood Mac. Pochissime le altre incisioni, un LP, I've Been Around, realizzato nel 1978 per la piccola casa discografica Trix Records. Ma nella sua lunga attività ha continuato a suonare in piccoli club e festival blues, riuscendo ad ottenere un successo tardivo negli anni ottanta e novanta, ormai avanti con l'età. Vengono pubblicate su Cd le sue primissime incisioni e ne incide altri con nuovi brani. Ha presenziato al Delta Blues Festival a Rovigo.
Nel 1997 ha pubblicato la sua autobiografia The World Don't Owe Me Nothin ed è stato anche edito un DVD con un suo concerto. Nell'ottobre 2004, gli ultimi vecchi originali musicisti del Delta Blues suonarono insieme a Dallas in un unico e irripetibile concerto. Si trovarono insieme David Honeyboy Edwards, Pinetop Perkins, Henry Townsend e Robert Lockwood, Jr., e fu una delle ultime volte, visto che nel 2006 morirono sia Townsend (all'età di 96 anni) che Lockwood (a 91 anni). Perkins continuò l'attività ancora per poco.
Honeyboy ha partecipato con un piccolo cameo al film Walk Hard: La storia di Dewey Cox nel 2007 (a 92 anni). Nonostante alcuni acciacchi, dovuti all'età, che gli fecero annullare una piccola tournée in Olanda e Svizzera nell'estate del 2009, Honeyboy Edwards si fece ascoltare il 4 ottobre 2009 a Venezia, alla Biennale della Musica, nella rassegna intitolata La musica del Novecento. Nel 2011 è stato ancora in tournée negli Stati Uniti, in trio con l'amico, produttore ed armonicista Michael Frank. Le sue condizioni di salute si aggravarono sempre di più, e Edwards morì il 29 agosto 2011 per un attacco di cuore alle 3 del mattino nella sua casa.